# Василијина чесма
Василијина чесма је природни извор на планини Јавор. Налази се у близини Спомен-гробља и новоизграђене цркве.
Спомен-обележје је испод највишег врха Јавора (Василијин врх, 1.520 м.н.в.) обновљена је 2000. године. Легенда каже да је млада и лепа Василија крај извора чекала свог момка, који се по зимском времену изгубио. Смрзнуту Василију пронашли су тек неколико месеци касније.
На чесми је постављена спомен-плоча са текстом:
Извор, Василијина чесма, стожер
свих ратника за слободу Србије,
раскршће ајдука и устаника, од
нестале до поново створене државе,
одмориште које напаја срце и ум
намерника, заштитник будућности
чувају га родољуби